# Teruggita
La teruggita és un mineral de la classe dels borats. Rep el seu nom en honor de Mario E. Teruggi (1919-2002), professor de geologia de la Universidad Nacional La Plata, Argentina.

## Característiques
La teruggita és un borat de fórmula química Ca₄Mg[AsB₆O11(OH)₆]₂·14H₂O. Va ser aprovada com a espècie vàlida per l'Associació Mineralògica Internacional l'any 1968. Cristal·litza en el sistema monoclínic. La seva duresa a l'escala de Mohs és 2,5.
Segons la classificació de Nickel-Strunz, la teruggita pertany a «06.FA: Neso-hexaborats» juntament amb els següents minerals: aksaïta, mcal·listerita, admontita i rivadavita.

## Formació i jaciments
Va ser descoberta al dipòsit de borats de Loma Blanca, a la localitat de Coranzuli, al departament de Susques, Jujuy (Argentina). També ha estat descrita al camp geotermal d'El Tatio, a la província d'El Loa (Xile), i a la mina Hisarcik, a Emet, a la regió de l'Egeu (Turquia).